# 亚齐语
亚齐语、或阿齐语，属于马来-波利尼西亚语族，是生活于印度尼西亚苏门答腊亚齐特别行政区的土生亚齐人的语言，同时也随着亚齐人的后裔迁徙至马来西亚，因此马来西亚的吉打州等地也有分布。

## 分类及相关语言

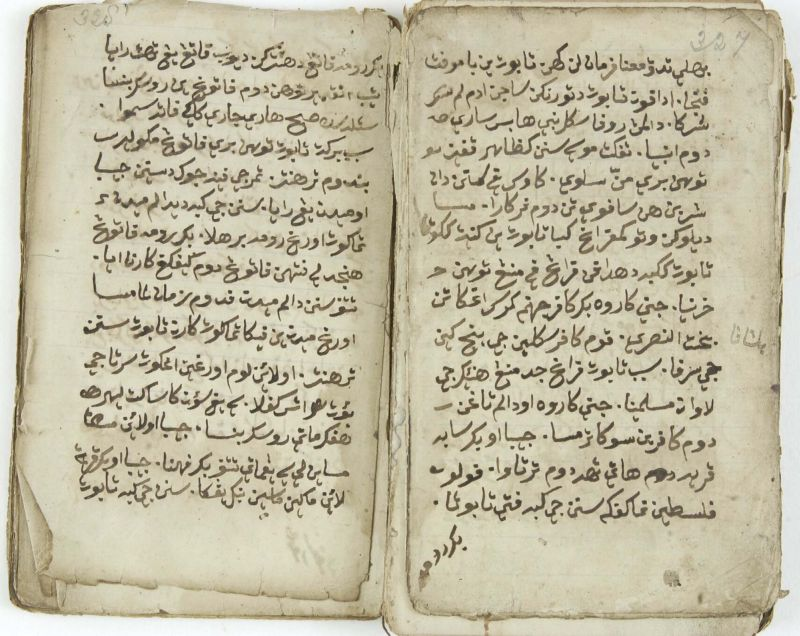
有关Hikayat Prang Sabi的故事，书写语言为爪夷文

亚齐语属于南岛语系的马来-波利尼西亚语族下的一支，与亚齐语关系最密切的是占语、马来语、米南佳保语、盖奥语和巴塔克语。

## 语音
亚齐语的音韵系统如下：
|      | 前   | 前   | 央   | 央   | 后   | 后 |
| 口腔 | 鼻化 | 口腔 | 鼻化 | 口腔 | 鼻化 |    |
| ---- | ---- | ---- | ---- | ---- | ---- | -- |
| 闭   | i    | ĩ    | ɨ    | ɨ̃    | u    | ũ  |
| 半闭 | e    | ɛ̃    | ə    | ʌ̃    | o    | ɔ̃  |
| 半开 | ɛ    | ɛ̃    | ʌ    | ʌ̃    | ɔ    | ɔ̃  |
| 开   |      |      | a    | ã    |      |    |

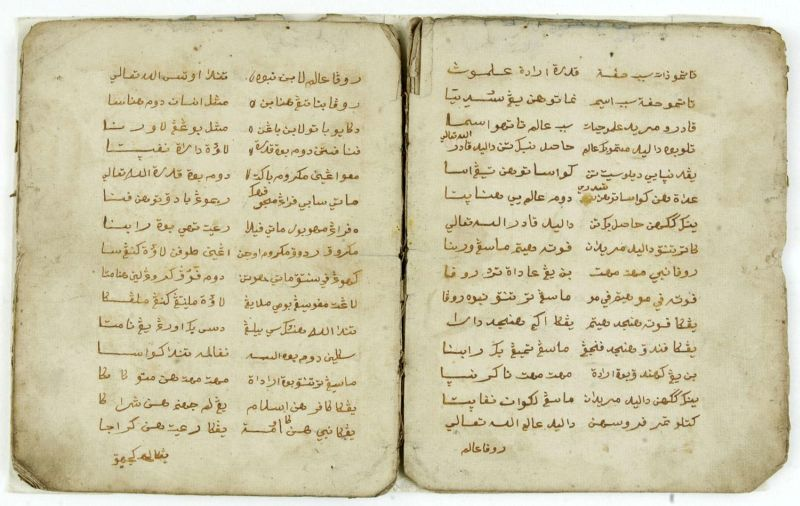
有关Hikayat Akhbarul Karim的故事

大部分元音都有对应的鼻化元音，但央元音的三个元音对应只有两个鼻化元音。元音/ʌ/严格上也不是央元音，但出于排表方便以将它排在央元音的位置。相似地，元音/ɨ/实际代表后元音[ɯ]。另外，除了上述的单元音外，亚齐语也有五个双元音，每个也对应有鼻化元音：
- /iə ɨə uə ɛə ɔə/
- /ĩə ɨ̃ə ũə ɛ̃ə ɔ̃ə/

|      | 双唇 | 齿龈 | 硬腭 | 软腭 | 声门 |
| ---- | ---- | ---- | ---- | ---- | ---- |
| 鼻音 | m    | n    | ɲ    | ŋ    |      |
| 塞音 | p b  | t d  | c ɟ  | k g  | ʔ    |
| 擦音 |      | s ʃ  |      |      | h    |
| 近音 | w    | l    | j    |      |      |
| 颤音 |      | r    |      |      |      |

/s/为舌端齿音。

## 书写系统

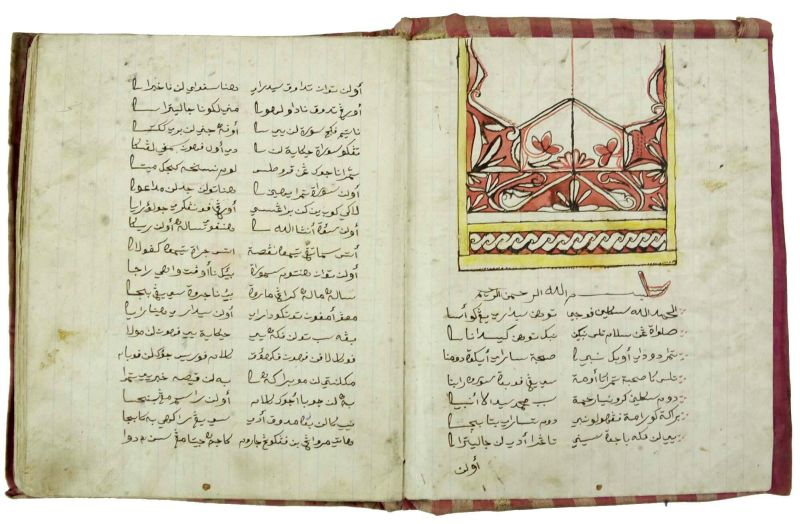
关于Hikayat Banta Beuransah的故事

以前会用爪夷文来书写亚齐语，但现在已经很少使用了。目前主要使用拉丁字母，另外还有4个衍生拉丁字母，分别是：é，è，ë，ö和ô。

## 方言
目前学界对于亚齐语的各种方言尚没作完整研究。但据不完全统计，至少有10种方言，分别是Pasè、Peusangan、Matang、Pidië、Buëng、Banda、Daya、Meulabôh、Seunagan和Tunong方言。
在这10种方言中，与其他方言有明显差异的是Buëng、Banda和Daya方言，特别是Daya方言。如果作完整研究的话，这些方言有可能会列为不同的语言。

## 延伸閱讀
- Asyik, Abdul Gani,  (PDF), 1987  [2012-02-24], （原始内容 (PDF)存档于2013-06-05）
- Durie, Mark,  (PDF), 1985  [2012-02-24], （原始内容 (PDF)存档于2013-06-05）

## 外部連結
- 亚齐语在《民族語》的連結
- （印尼文） Blog Belajar Bahasa Aceh（页面存档备份，存于）
- （英文） （印尼文） Meurunoe blog（页面存档备份，存于）
- （印尼文） Tambeh blog（页面存档备份，存于）